# Cheryl Prewitt
Cheryl Salem, née Prewitt, le 15 février 1957 à Ackerman, dans le Mississippi, aux États-Unis, est une Évangéliste chrétienne américaine, auteure et musicienne. Elle est couronnée Miss Mississippi (en) 1979, puis Miss America 1980.

## Source de la traduction
- (en) Cet article est partiellement ou en totalité issu de l’article de Wikipédia en anglais intitulé « Cheryl Prewitt » (voir la liste des auteurs).